# Renault Estafette
Renault Estafette — микроавтобус, выпускавшийся серийно фирмой Renault в 1959—80 гг. Всего было изготовлено 533 209 экземпляров этой машины, ставшей первым переднеприводным автомобилем Renault.
Помимо гражданского использования, автомобиль был широко распространён во французской полиции и жандармерии.

## История создания
Летом 1944 года французское Министерство промышленности разработало план развития национального автомобилестроения в условиях послевоенного дефицита. Этот план получил название «План Пона» по имени его создателя, заместителя министра Поля-Мари Пона.
Согласно данному плану, фирмам Peugeot, Renault и Chenard & Walcker предписывалось в дальнейшем производить автотехнику грузоподъёмностью 1000—1400 кг, а Citroën — 2 и 3,5 тонны.
Однако Пьер-Жюль Буланже, возглавлявший тогда Citroën, не собирался подчиняться административному диктату и запустил в производство Citroën Type H с несущим кузовом, быстро завоевавший широкое признание.
Peugeot же занялся выпуском фургонов D3 и D4, созданных на основе легковой Peugeot 203.
Фирма Renault, последовавшая Плану, разработала модель с заводским индексом 206 E1 на основе довоенных представлений о конструировании автомобилей — металлические кузовные панели крепились болтами к деревянному каркасу. Выгодной стороной подобной устаревшей технологии была его относительная дешевизна и некоторое снижение веса конструкции. Эта модель, получившая коммерческое название Renault 1 000 kg смогла добиться некоторого успеха, но отнюдь не столь внушительного, как Citroën Type H, что и стало причиной появления нового грузовика, который должен был занять место между моделью Renault Juvaquatre (бравшим 300 кг) и «Renault 1000 kg».
Хотя было очевидно, что наиболее оптимальной конструкцией является переднеприводная, компании, согласившейся с линией Министерства, оставалось либо вести изыскания на основе имеющейся заднеприводной модели — 4CV (а также находящегося в разработке Dauphine), либо создать совершенно новый образец.
Единственным грузовым автомобилем с задним расположением двигателя был VW T2, но у него не было ни достаточного грузового пространства, ни низкого пола, чтобы успешно конкурировать с Citroën. В 1952 году Фернан Пикар, конструктор фирмы Рено, создавший 4CV, дал распоряжение команде во главе с Ги Гроссе-Гранжем приступить к разработке нового автомобиля.
В его конструкции должны должны были максимально широко использоваться существующие узлы и агрегаты Рено; это означало, что при использовании нового двигателя, предназначавшегося для Dauphine его следовало переделать под передний привод, причём не просто развернуть его, но и разработать новую коробку передач, подобрав для неё передаточные числа более подходящие для грузовика.
Некоторые сомнения у разработчиков вызывала возможность использования 845-кубового двигателя для перемещения полезной нагрузки в 600 кг, однако они развеялись, когда поступила информация о немецком грузовике Atlas производства фирмы Gutbrod, на котором, при грузоподъёмности в 1000 кг, стоял 622-кубовый двигатель. Один экземпляр «Атласа» был закуплен для испытаний французского мотора; во время последующих испытаний опытные образцы «проехали» более 2 миллионов километров.
Новый автомобиль, начавший поступать в продажу в июне 1959 года, получил название Estafette (вестовой, посыльный).
Автомобиль выпускался с четырьмя вариантами кузова: фургон с трёхстворчатой задней дверью. Существовал вариант с более высокой крышей из прозрачного пластика, нижняя часть которой оставлялась неокрашенной, верх обычно был белый (на поздних моделях могла быть окрашена целиком), а также пикап и микроавтобус (вмещавший 8 пассажиров и водителя), получивший собственное наименование Alouette («жаворонок»). Заводская окраска Estafette была лишь четырёх цветов; серый, синий, жёлтый и оранжевый.

## Модификации

### R 2130/31
На первых моделях (обозначавшихся соответственно грузоподъёмности как Estafette 500 и Estafette 600) ставился 845-кубовый 32-сильный двигатель «Ventoux» с 3-скоростной коробкой передач, тот же, что и на легковом Renault Dauphine. Максимальная скорость составляла 85 км/ч.
С мая 1959 года по май 1962 года выпущено 58201 машин — грузовых Estafette 600 и микроавтобусов Alouette.

### R 2132/33/34/35
С мая 1962 года выпускается Estafette 800 с 1108-кубовым 45-л. с."Cleon-Fonte Sierra" (как и у вышедшего в том же году Renault 8) и пятиступенчатой коробкой. Его максимальная скорость достигала 95 км/ч, полезная нагрузка — 800 кг.
В апреле 1965 года, появился Estafette 1000 с удлинённой на 38 см базой и более высокой крышей, что увеличило полезный объём кузова до 7,75 м3, а грузоподъёмность — до 1000 кг. Дверь в кабину водителся у этой модели обычная, вместо съезжавшей, как у предыдущих версий.
Второе поколение Estafette производилось до осени 1968 года, было выпущено 19 587 экземпляров этого типа.

### R2136, R2137
В сентябре 1968 года конструкция Estafette претерпела очередные изменения: машина получила новый 1289-см двигатель типа «Cleon-Fonte» с Renault 12, несколько менее мощный (43-л.с), но с большим крутящим моментом, новая приборную доску и усиленный бампер, к которому теперь крепились подножки. Выпуск составил 193.237 экземпляров модели R2136 и 140.202 R2137
В том же 1968 году французская полиция получила партию из 70 автомобилей для использования во время зимних Олимпийских игр в Гренобле; это в дальнейшем привело к заключению долгосрочного контракта с фирмой Рено. Однако, крупнейшим покупателем Estafette была национальная почтово-телеграфная компания PTT, французский телефонная компания.

### Estafette после 1972 года
За вычетом некоторых мелких изменений, (обновлённое внешнее электрооборудование с декабря 1969, новая решетка радиатора с 1973 г.), автомобиль выпускался в том же виде до лета 1980, когда его сменили Renault Trafic и Renault Master.

### Дизельный прототип R 4134
В ноябре 1968 года был построен прототип, на котором опробовалась установка различных вариантов дизельных двигателей, в частности, фирмы Indenor. Однако, проект был свёрнут, а прототип уничтожен.

### Полноприводная версия
Фирмой Sinpar, некогда производившей автомобили, а ныне специализирующейся на их переделках, была создана полноприводная версия под названием Castor, однако, кроме кабины и некоторых деталей Estafette, от оригинального автомобиля в ней осталось немного.

### Dacia D6
В 1975—1978 годах Estafette выпускалась по лицензии на заводе в Миовени небольшой серией (642 или по другим данным 842 машины) румынской фирмой Дачия под маркой Dacia D6. Эти автомобили предназначались для государственной почтовой службы.
Dacia D6 настолько редок, что даже на фабрике матери в Миовени и в музее возле фабрики в Питешти больше нет ни одного экземпляра.

## За пределами Европы
В США и Канаде Estafette продавалась под коммерческими названиями Renault Hi-Boy (микроавтобус) и Renault Petit-Panel (фургон).
Автомобили для американского рынка с 1964 по 1986 гг производила мексиканская компания Diesel Nacional SA, а для стран Африки их в период с 1965 по 1969 гг — алжирская CARAL.

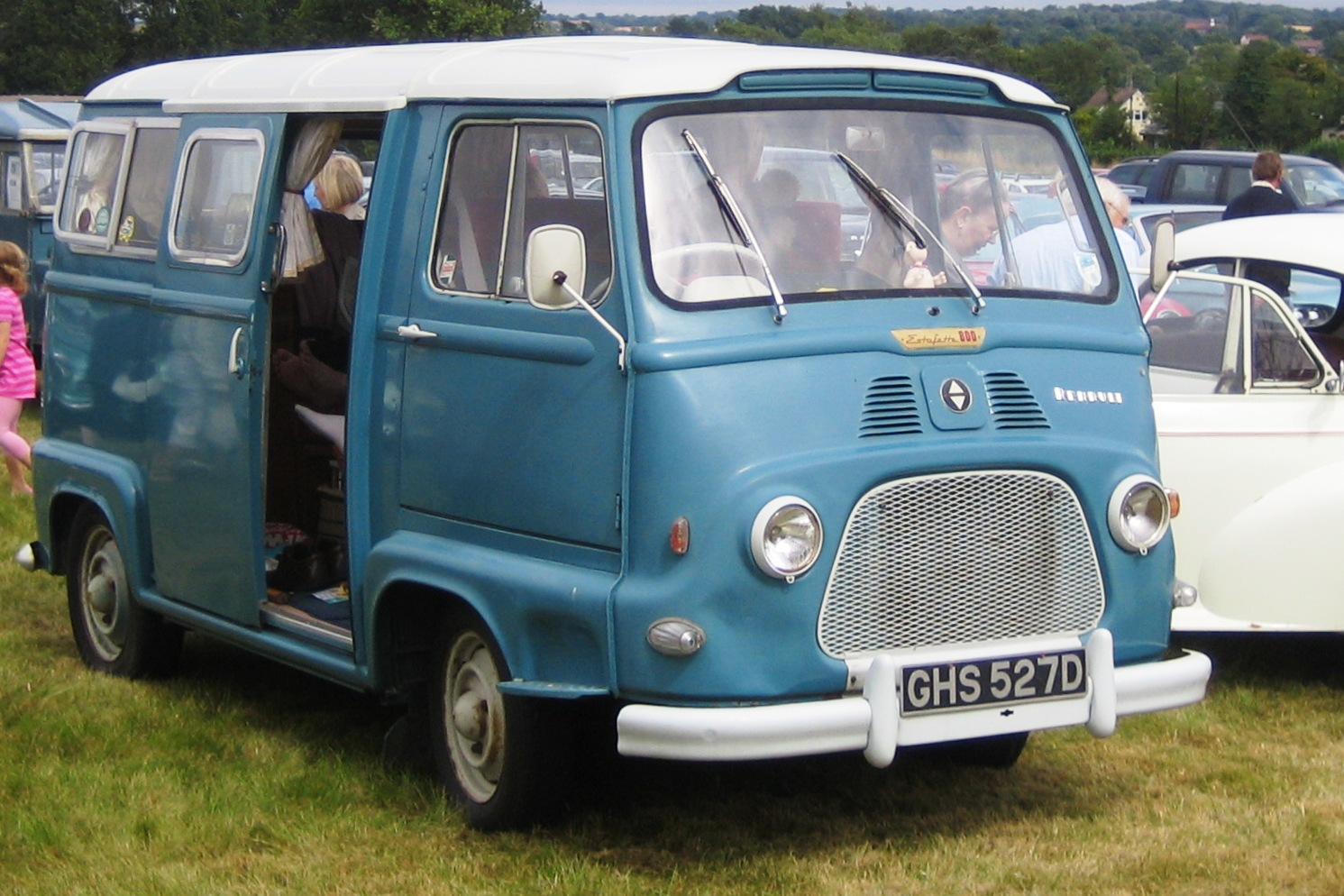
Estafette 800
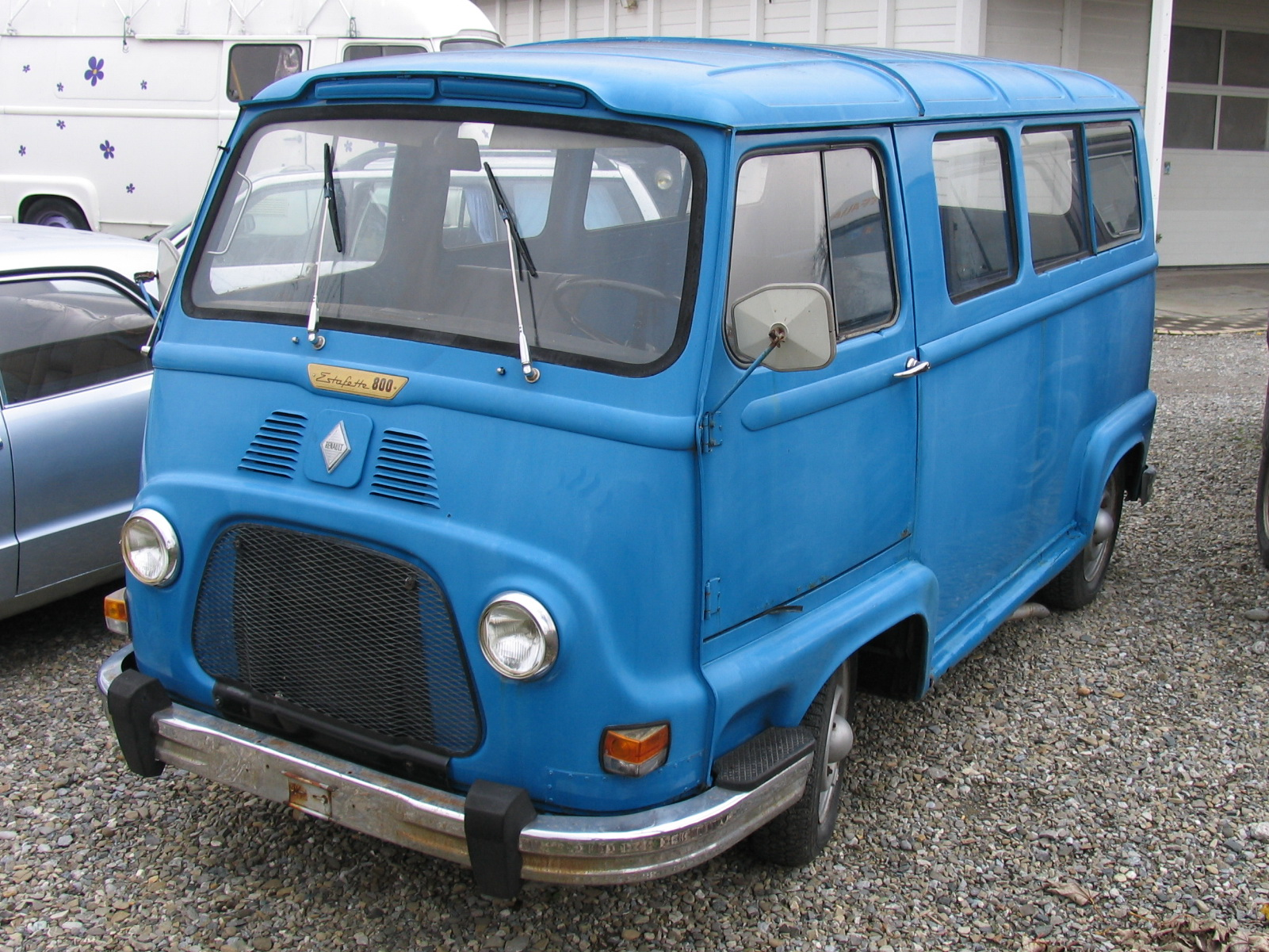
Estafette 800
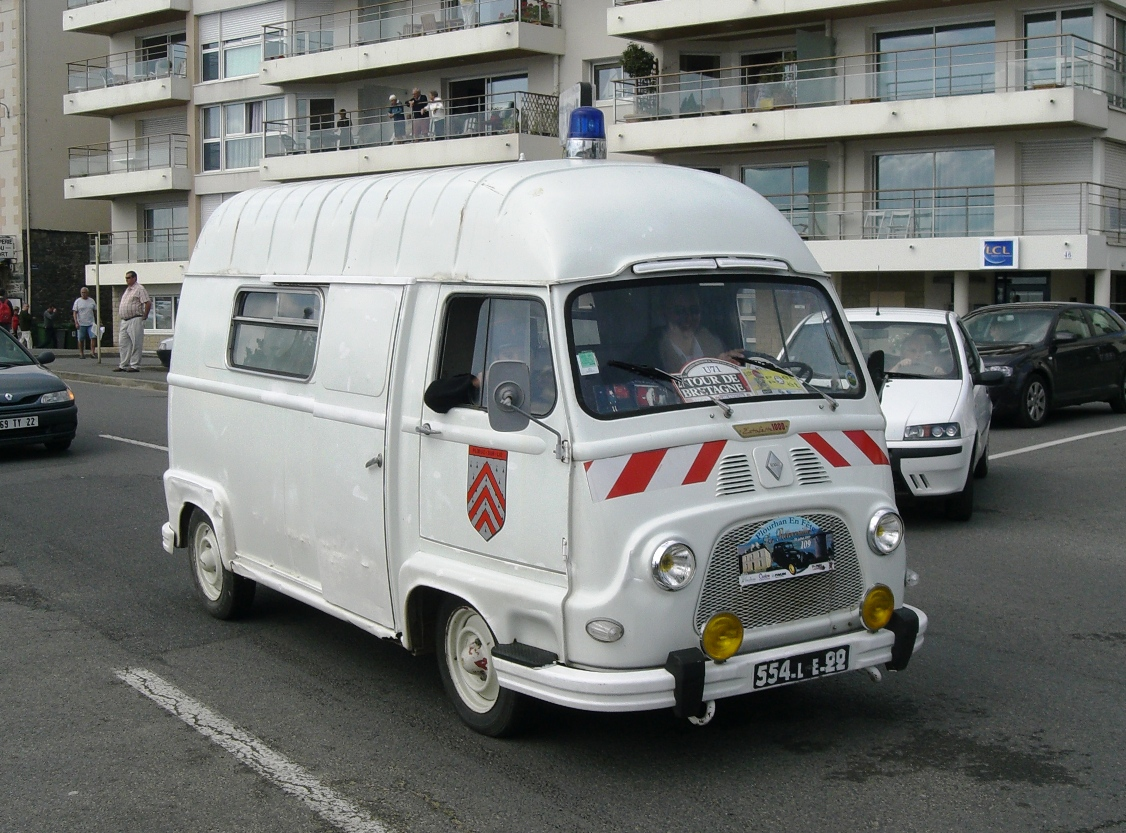
1965–1968 Estafette 1000 с удлинённой базой
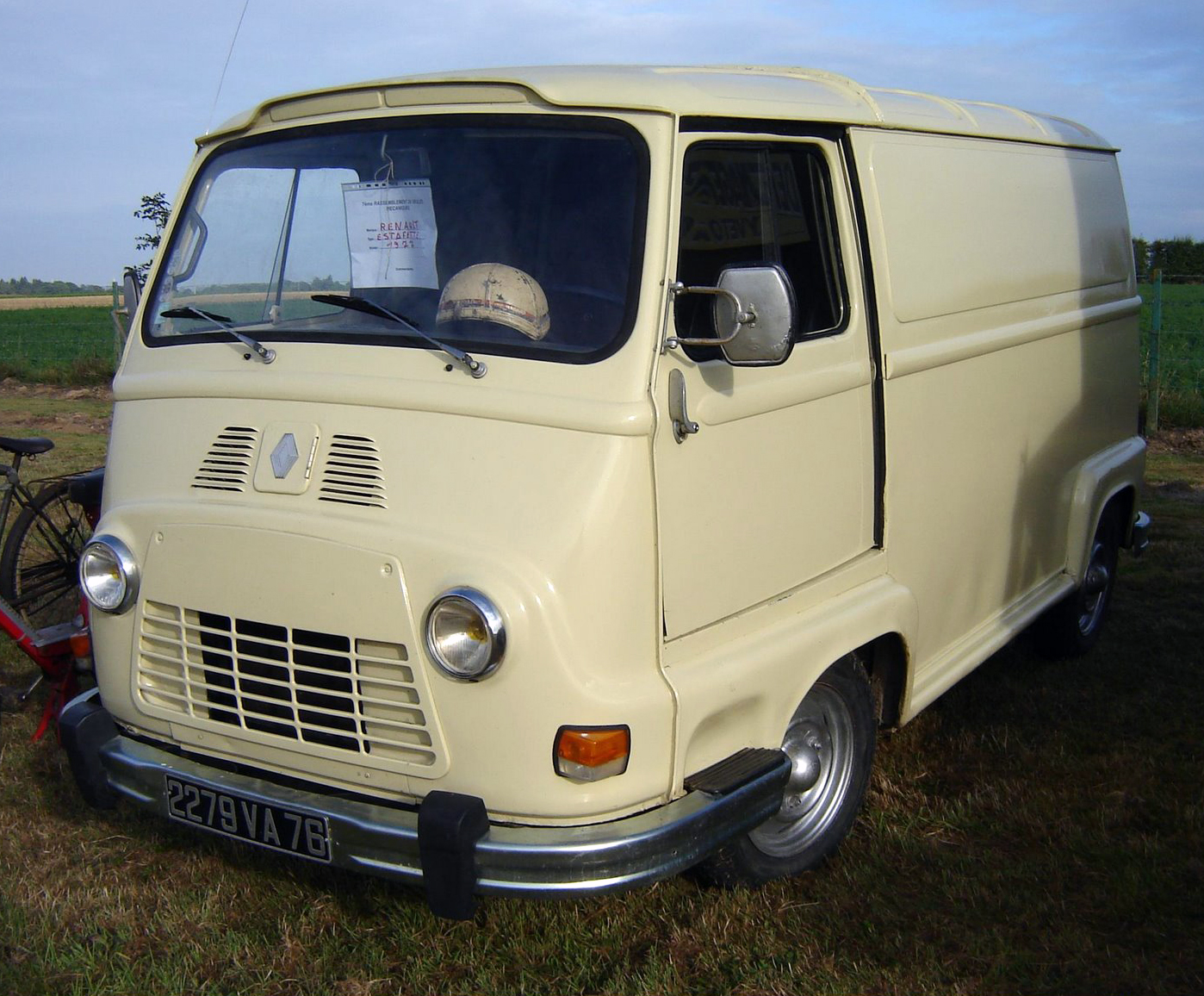
Estafette выпуска 1977 года
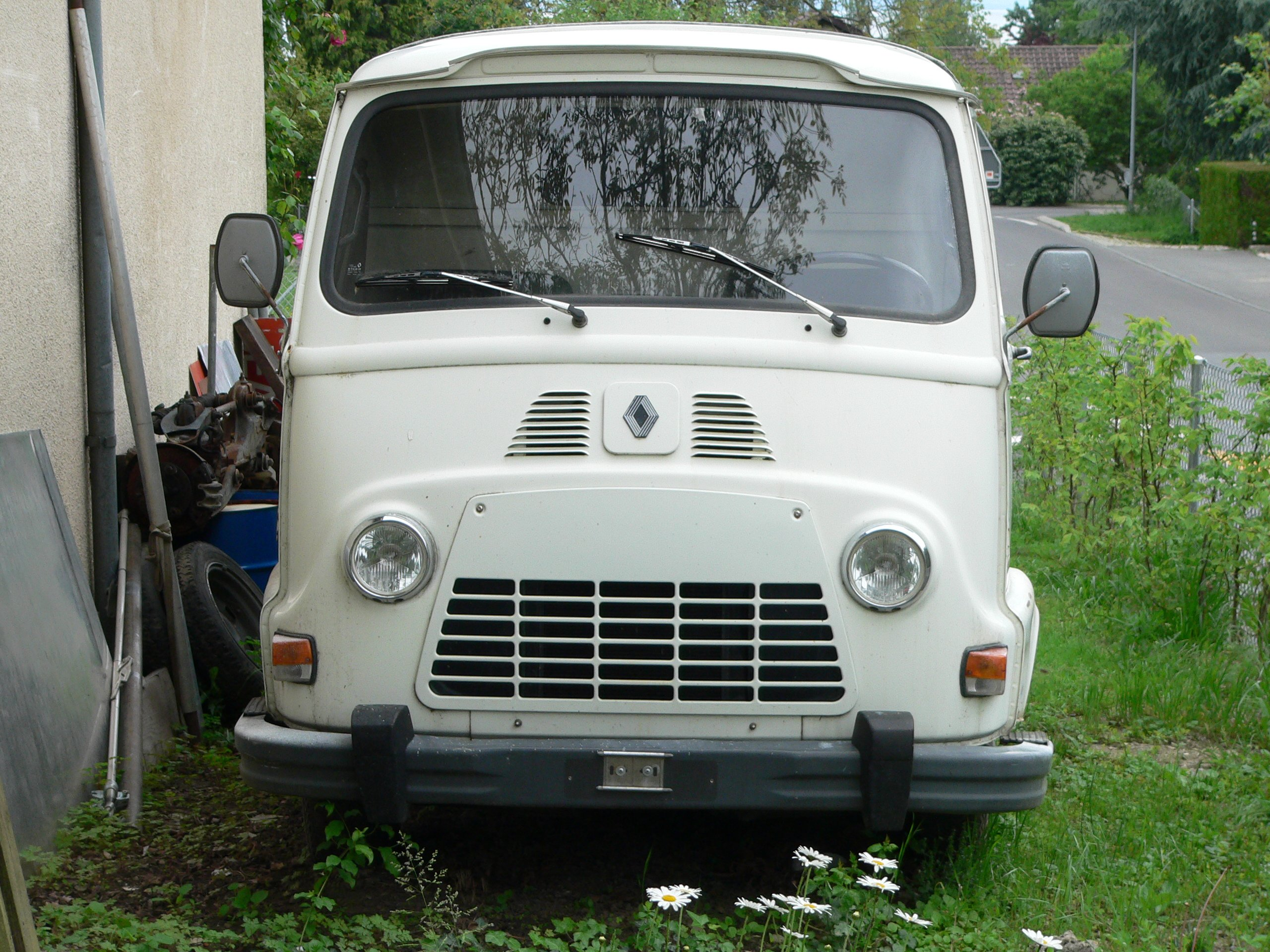
Renault Estafette Plateau с брезентовым верхом, ок. 1976
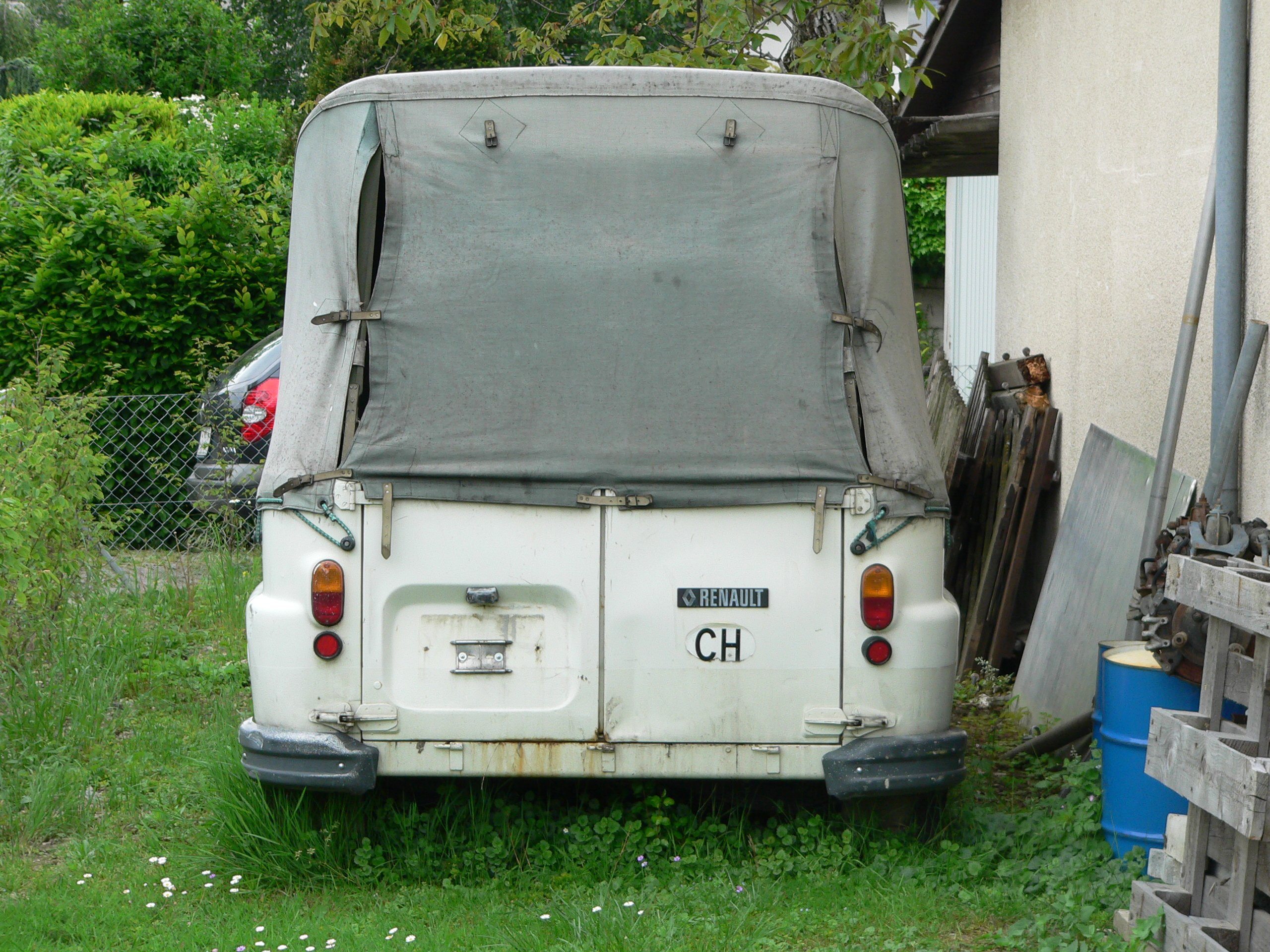
Типовая задняя дверь.

## В игровой и сувенирной индустрии
Известны модели различных версий Renault Estafette производства фирм Norev (масштаб 1/18); Solido, Atlas, Eligor, CIJ и тот же Norev (1/43), а также Dinky Toys (1/48).